# Vanuatubasis malekulana
Vanuatubasis malekulana là loài chuồn chuồn trong họ Coenagrionidae. Loài này được Kimmins mô tả khoa học đầu tiên năm 1936.